# Gérard de Robin
Gérard de Robin (né vers 1560, mort le 15 janvier 1611) était évêque de Lodève de 1606 à 1611.

## Biographie
Gérard de Robin nait dans le diocèse de Genève vers 1560. Il est le fils de Louis de Robin et de Florette Tanay qui sont par ailleurs inconnus et disparus depuis longtemps lors de la promotion à l'épiscopat de leur fils. On ignore tout de sa formation mais il entre très jeune dans l'ordre de Saint-Augustin et fréquente vraisemblablement ses écoles. En 1605 il est considéré comme docteur en théologie. Résident depuis 1598 dans le couvent de son ordre à La Voulte, il en devient le prieur en 1603. Il attire l'attention du seigneur local le duc de Ventadour et comte de La Voulte. C'est par ce biais qu'il est désigné comme évêque de Lodève en 1604 ou 1605. Il est nommé en 1606 et consacré dans des circonstances inconnues l'année suivante. Son épiscopat est relativement bref puisqu'il meurt cinq ans plus tard en janvier 1611. Les informations très parcellaires dont on dispose sur cet évêque sont bien entendu liées au fait qu'il n'était que le détenteur de l'épiscopat en « confidence » pour le compte d'Anne de Levis, duc de Ventadour qui après sa mort l'attribue successivement à trois de ses fils qui ne seront jamais consacrés. Cette transmission patrimoniale du siège épiscopal ne se termine qu'en 1625 lors de la nomination de Jean VI de Plantavit de La Pause .